# Святомартинское вино
Святомартинское вино (чеш. Svatomartinské víno) — вид молодого вина, вырабатываемого в Чехии, преимущественно в Моравии. Это вино поступает в продажу непосредственно после окончания ферментации, примерно через шесть недель спустя после сбора урожая. По традиции вино начинают открывать 11 ноября, в день Святого Мартина, в 11 часов 11 минут 11 секунд. В этот день в Чехии проходят массовые празднования молодого вина, крупнейшее из которых проходит в Брно на площади Свободы. Вино всегда наливают из бутылки, а не из бочки.

## История

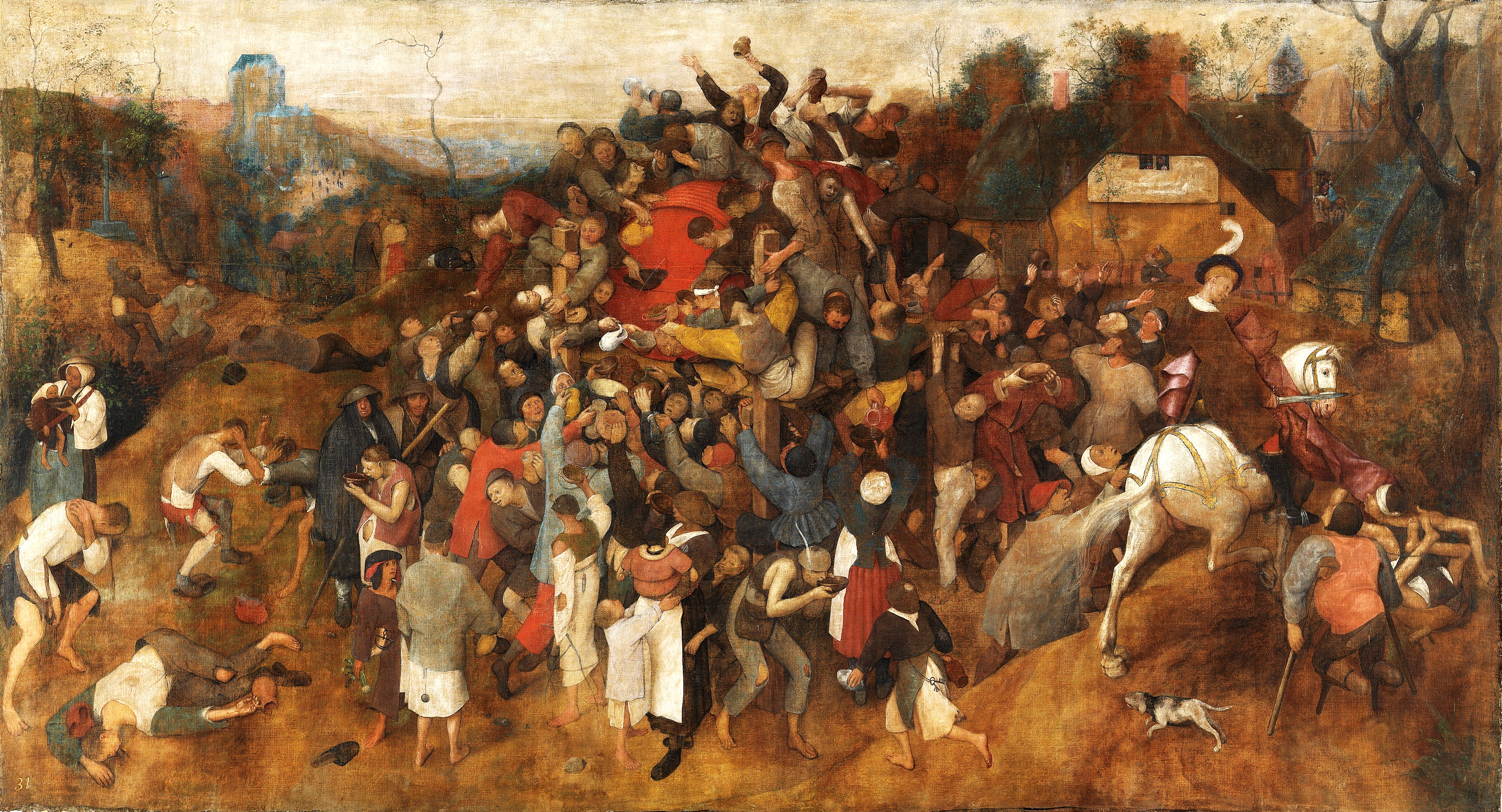
Вино на празднике Святого Мартина. Питер Брейгель Старший, 1565.

Традиция производства и употребления молодых вин в Моравии, как и в других винодельческих регионах Европы, уходит в глубину веков. В начале ноября работы над новым урожаем винограда обычно уже прекращались, а винные погреба были уже опустошены от вин старых урожаев. Наёмным работникам выдавали заработанные за сезон деньги, и тогда же начинались сельскохозяйственные ярмарки. Всё это предшествовало по времени Адвенту, поэтому, пока не начался предрождественский пост, было принято пить вина новых урожаев на обильных застольях, сопровождаемых безудержным весельем. В Центральной Европе постепенно появилось традиционное сочетание — святомартинский гусь, который подается с кнедликами и краснокочанной капустой, и святомартинское вино.
Сам термин святомартинское стал широко использоваться во время царствования императора Иосифа II. 
Первое молодое вино после распада Чехословакии было произведено компанией Château Valtice под торговой маркой Moravíno nouveau в 1993 году. В 1995 году она была переименована в Svatomartinské víno. А в 2005 году, когда торговая марка была передана Винодельческому фонду, то 31 винодельческое предприятие подало заявку на производство вина под этой маркой. Всего тогда было выпущено 125 тысяч бутылок. С тех пор каждый год к производству святомартинского вина присоединяются новые винодельческие компании, и в 2018 году на рынок поступило 2 200 000 бутылок от 110 производителей.
| Год  | Бутылки   | Образцы | Производители |
| 2005 | 125 000   | 53      | 31            |
| 2006 | 350 000   | 107     | 59            |
| 2007 | 526 000   | 144     | 67            |
| 2008 | 700 000   | 205     | 86            |
| 2009 | 1 100 000 | 211     | 97            |
| 2010 | 1 600 000 | 238     | 100           |
| 2011 | 1 980 000 | 365     | 125           |
| 2012 | 2 193 000 | 380     | 122           |
| 2013 | 2 019 000 | 356     | 116           |
| 2014 | 1 900 000 | 342     | 107           |
| 2015 | 2 300 000 | 369     | 113           |
| 2016 | 2 340 000 | 375     | 111           |
| 2017 | 2 200 000 | 379     | 105           |
| 2018 | 2 200 000 | 387     | 110           |
| 2019 | 2 200 000 | 366     | 97            |
| 2020 | 1 750 000 | 312     | 74            |
| 2021 | 2 290 000 | 328     | 80            |
| 2022 | 2 350 000 | 304     | 74            |
| 2023 | 2 780 000 | 326     | 76            |

В последнее время в Чехии стали продаваться так называемые молодые вина (чеш. mladé víno), похожие на святомартинские вина. В основном они производятся из тех же разрешенных сортов, но могут относиться к категории полусухих, полусладких вин, и с иным содержанием алкоголя.

## Производство
Для производства святомартинского вина разрешены лишь шесть сортов винограда. Для белого вина это Мюллер-тургау (чеш. Müller Thurgau), Фрюротер Вельтлинер (чеш. Veltlínské červené rané), а с 2010 года и Мускат моравский (чеш. Muškát moravský). Красное вино разрешено делать из Блауэр Португизер (чеш. Modrý Portugal) и Сен-Лоран (чеш. Svatovavřinecké). Розовые вина разрешено делать из сортов Блауэр Португизер (чеш. Modrý Portugal), Сен-Лоран (чеш. Svatovavřinecké) и добавленного в 2013 году сорта Цвайгельт (чеш. Zweigeltrebe). Как сырьё, так и вина должны быть произведены на территории Чехии. Вина разрешается делать как моносортовые, так и купажированные. Готовые вина дополнительно проходят оценку независимой комиссией, которая вслепую оценивает их характеристики по стандартной 100-балльной системе. Оцениваются такие параметры, как внешний вид (чистота и цвет), аромат (интенсивность, чистота, гармоничность), вкус (интенсивность, чистота, гармоничность, стойкость) и общее впечатление от вина. Требования к качеству святомартинских вин постоянно растут. Минимальная оценка в 2012 году была 75 баллов, в 2018 году она составляла 78 баллов, а с 2019 года составляет 80 баллов.
На этикетке всегда должен быть логотип вина Svatomartinské и изображение Святого Мартина на белом коне. Каждая бутылка должна быть снабжена стандартной капсулой на горлышке с надписью Svatomartinské и годом разлива.
Технические требования к святомартинским винам довольно просты. Это сухие вина, в которых допускается небольшой уровень остаточного сахара (до 9 г/л) и разрешается небольшое количество остаточного углекислого газа. Для белых, розовых вин и кларетов допускается максимум 12,5 объёмных процентов алкоголя. Для красных вин допускается до 13 объёмных процентов алкоголя.

## Характеристики вина
Святомартинское вино обладает широкой палитрой цветов, ароматов и вкусов. Белое вино — свежее, фруктовое вино с приятным ароматом, имеет цвет от зеленовато-желтого до золотистого и обладает гармоничной кислотностью. Розовое вино и кларет характеризуются оттенками от розового до светло-красного, это освежающие вина с фруктовыми тонами, прекрасными танинами и приятной кислотностью. Красное вино характеризуется оттенками от рубинового до гранатового, с фруктовым или нежным цветочным ароматом, с мягким, бархатистым и гармоничным вкусом. Вино очень легко пьётся.
Как и другие вина nouveau, святомартинское вино не обладает потенциалом к выдержке, и его рекомендуется употребить в течение полугода, что совпадает с другим христианским праздником, Пасхой.